# Prins Henriks lyrikpris
Prins Henriks lyrikpris är ett årligt litterärt pris på 300 000 danska kronor. Det är uppkallat efter prins Henrik av Danmark och delades ut första gången den 11 juni 2022 av drottning Margrethe II. Förutom prisbeloppet får pristagaren en bronsstatyett av prins Henriks  skulptur  Fabeldyr från 2015 som står i Skulpturpark Billund.
Priset, som är Danmarks största lyrikpris, har skapats på initiativ av Dansk Forfatterforening och Danske Skønlitterære Forfattere och sponsoreras av AVK Holding
 och Danmarks kungahus. Det  delas ut varje år på prinsens födelsedag den 11 juni.
2022 års pris tilldelades Klaus Høeck för "hans stora och unika författargärning, som från start till slut består av innovativa, unika lyriska verk karaktäriserade  av experimentell systemdiktning".